# 波尼河
波尼河（英語：Pawnee River）是美国堪薩斯州西南部的的一条河流，长约198英里（319） ，是阿肯色河的支流，密西西比河的二级支流。